# Roger de Moulins
Roger de Moulins foi  Grão-Mestre da Ordem dos Cavaleiros de São João de Jerusalém de 1177 até sua morte em 1187, sucedendo Jobert da Síria.
Os Hospitalários eram rivais da Ordem dos Templários, mas o Papa Alexandre III convenceu Roger a fazer uma trégua com eles em 1179. Em 1184, ele excursionou pela Europa com Arnaldo de Torroja, o Grão-Mestre dos Templários, e Heráclio, o  patriarca latino de Jerusalém, e estabeleceu a Ordem Hospitaleira na Inglaterra, França e Alemanha. No retorno a Jerusalém ajudou os normandos no ataque a Salônica em 1185.
Durante seu tempo como Grão-Mestre dos Hospitalários tornaram-se mais envolvidos na política do Reino de Jerusalém. Roger se opôs a Reinaldo de Châtillon e Guido de Lusignan, e no início se recusou a entregar a chave do tesouro real, quando Guido foi coroado rei de Jerusalém em 1186. Ele participou no ataque contra Saladino em Cresson perto de Nazaré em 1 de Maio de 1187, onde ele foi morto por um ferimento a lança no peito.
Roger foi sucedido por William Borrel, que serviu como custodiante dos Hospitalários por um breve período em 1187, e depois por Armengol de Aspa, que serviu como provisor (guardião) até 1190. Um novo Grão-Mestre não foi escolhido até Garnier de Nablus ser eleito em 1190 durante a Terceira Cruzada.